# Eduard Farber
Eduard Farber, auch Eduard Färber oder Eduard Faerber, (* 17. April 1892 in Brody, Galizien; † 15. Juli 1969) war ein österreichisch-US-amerikanischer Industriechemiker und Chemiehistoriker.

## Leben
Farber (damals Färber) wuchs in Leipzig als Sohn eines Geschäftsmanns auf und studierte Naturwissenschaften (Chemie, Physik, Mineralogie) in Leipzig mit der Promotion 1916. Danach war er Assistent von Carl Neuberg am Kaiser-Wilhelm-Institut für Experimentelle Therapie in Berlin. Aufgrund eines Augenleidens wurde er im Ersten Weltkrieg nicht eingezogen, sondern baute 1917/18 in Budapest eine Spirituosenfabrik in eine Glyzerinproduktion um für die Munitionsindustrie. Nach dem Krieg wurde er Chefchemiker bei der Deutsche Bergin AG für Holzhydrolyse. Im nationalsozialistischen Deutschland bemühte er sich, da er den Krieg vorhersah, um Ausreise und ging 1938 in die USA, wo er wieder in der chemischen Industrie und als Berater fungierte. 1943 wurde er Leiter der chemischen Forschung bei der Timber Engineering Corp. in Washington, D.C. 1957 ging er in den Ruhestand, blieb aber weiter als Berater aktiv.
Er hielt 85 US Patente und veröffentlichte als Industriechemiker. Bekannt ist er aber für Arbeiten zur Chemiegeschichte. Schon in Berlin interessierte er sich für Chemiegeschichte angeregt durch das Buch zur Chemiegeschichte von Ernst von Meyer. Darin und in anderen Büchern vermisste er aber das soziale und ökonomische Umfeld und schrieb (gefördert durch Neuberg) selbst ein Buch zur Chemiegeschichte, das 1921 bei Springer veröffentlicht wurde. 1929/30 trug er zum Sammelband von Günther Bugge Das Buch der Großen Chemiker bei. 1955/56 war er Vorstand der Historischen Sektion der American Chemical Society.
1962 wurde er Adjunct Professor an der American University in Washington und er war Berater der Smithsonian Institution.
1964 erhielt er den Dexter Award.

## Schriften
- Die geschichtliche Entwicklung der Chemie, Berlin: Springer 1921, Archive
- mit Moritz Färber (Herausgeber): Der skeptische Chemiker von Robert Boyle, Ostwald’s Klassiker der exakten Wissenschaften; Nr. 229, 1928
- Evolution of Chemistry:  A History of Its Ideas, Methods, and Materials, New York: Ronald Press, 1952, 2. Auflage 1969
- Nobel Prize Winners in Chemistry, 1953, 1962
- Milestones of Modern Chemistry: Original Reports of the Discoveries, 1966
- Herausgeber: Great Chemists, Interscience 1961